# Kristian Mouritzen
Kristian Mouritzen (født 3. februar 1954 i Aalborg) er en dansk redaktør, forfatter, journalist og kommentator.
Han er uddannet som journalist fra Danmarks Journalisthøjskole i Aarhus med afgangseksamen i 1981. Han har været ansat på Ritzaus Bureau først som udlandsmedarbejder med speciale i Mellemøsten (1981-87), senere som nyhedsredaktør og korrespondent i Bonn, Tyskland fra 1989-1993.
Derefter blev han ansat på TV 2 i Odense som udlandsredaktør (1993-1994), men vendte tilbage til Ritzau som udlandsredaktør (1996-2000). Herefter blev han ansat som udlandschef i DR Nyheder (2000-2007) Siden oktober 2007 har han være ansat på Berlingske, først som udlandschef, senere også som debatredaktør og fra 2013 avisens korrespondent i Washington D.C. Fra 2017 bladets sikkerhedspolitiske korrespondent i København.
Kristian Mouritzen har også været medlem af bladets lederkollegium fra 2007-2018, var blandt medstifterne af Radio24syv og sad i radioens bestyrelse fra 2011-2013. Han er foredragsholder og kommentator på TV 2 og i DR og har sammen med Vivian Jordansen skrevet bogen Den 2. Amerikanske borgerkrig udgivet på People's Press.